# Drapelul Somaliei

Raport: ~2:3

Drapelul Somaliei a fost adoptat la 12 octombrie 1954. Designul îi aparține lui Mohammed Awale Liban. Steagul trebuia să fie folosit de Somalilandul Britanic, dar când acesta s-a unit cu Somalilandul Italian, drapelul a fost folosit pentru noua țară unificată.
După dl. Liban, steagul e inspirat din steagul Națiunilor Unite. Acestea au ajutat Somalia să își câștige independența față de Italia, steagul fiind adoptat în onoarea lor.
Cele cinci colțuri ale stelei reprezintă cele cinci zone unde trăiect somalezii: Somalilandul Britanic, Somalilandul Italian, Somalilandul Francez (Djibouti), Ogaden (Etiopia) și Districtul Frontierei de Nord, controlat de Kenya. 